# 李清福
李清福，中華民國政治人物，民主進步黨籍，曾任高雄縣橋頭鄉農會理事長、橋頭鄉鄉長、民進黨高雄縣黨部主任委員、高雄縣政府工商發展策進會總幹事、民進黨中央常務委員、臺灣高雄農田水利會會長等職。曾因為賭博罪被判處有期徒刑三個月。橋頭鄉鄉長任內因為貪污罪遭求處有期徒刑15年。

## 事件及爭議
- 2012年7月，時值民進黨全代會，改選中執委等要職期間，李清福遭洪智坤指控介入民進黨內選舉。嗣後經過民進黨中執會審查，李清福通過當選中常委資格[1]。

- 2017年1月23日，李清福貪污案結果，遭高院判刑，以維持高雄高院更三審判決，依《貪污治罪條例》判處李清福有期徒刑10年、褫奪公權8年、並沒收不法所得新臺幣873萬元。農委會表示，取得判決書後，依《農田水利會組織通則》撤銷李清福的臺灣高雄農田水利會會長職務[2]。

- 2023年7月，網路媒體菱傳媒揭露，李清福在2017年2月入獄服刑後，同年12月監察院指調查局偵辦此案在測謊程序上有重大瑕疵，且確定判決未調查對李有利的證據等，要求法務部研議為李聲請再審並提起非常上訴。更稱監察院為此與法務部槓上，3年內公文往返超過十次[3]。

## 個人生活
李清福配偶為李林足素，曾任高雄縣橋頭鄉甲北村長。